# Turó de Porredon
El Turó de Porredon és una muntanya de 1.127 metres que es troba entre els municipis d'Alàs i Cerc i de Ribera d'Urgellet, a la comarca de l'Alt Urgell.